# Dom otwarty (komedia)

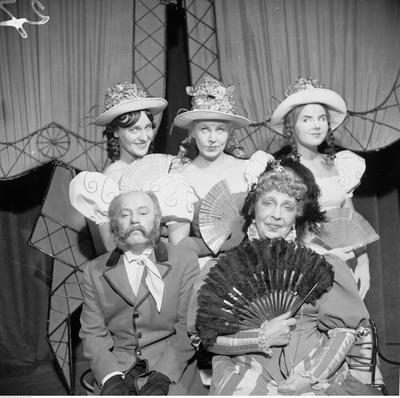
Dom otwarty - inscenizacja w Teatrze Syrena

Dom otwarty – komedia Michała Bałuckiego w trzech aktach. Premiera odbyła się w Krakowie 31 marca 1883.

## Fabuła
Akcja rozgrywa się w czasie karnawału w mieszkaniu urzędnika bankowego, Władysława Żelskiego. Zaczyna się od nudnego wieczoru, podczas którego Władysław gra w szachy ze swym wujem Telesforem, a jego szwagierka Kamila flirtuje ze swym narzeczonym, Adolfem. Nagle znudzona Janina Żelska, żona gospodarza wysuwa pomysł, by urządzić "wieczór tańcujący". Pomysł zostaje przyjęty i następuje szereg zabawnych i zaskakujących wypadków. W finale całe towarzystwo dochodzi do wniosku, że jednak ich dotychczasowy, nudny tryb życia był prawdziwą przyjemnością w porównaniu do "domu otwartego", a Janina wypowiada z radością słowa: No, teraz dom nasz znowu zamknięty.

## Inscenizacje (wybór)[5]
| Teatr                                                    | Rok premiery | Reżyseria                                  |
| -------------------------------------------------------- | ------------ | ------------------------------------------ |
| Teatr Miejski we Lwowie                                  | 1902         |                                            |
| Teatr Narodowy na Pomorzu (Toruń)                        | 1920         | Piotr Hryniewicz                           |
| Teatr Miejski w Bydgoszczy                               | 1921         |                                            |
| Teatr im. Wojciecha Bogusławskiego w Warszawie           | 1923         | Konstanty Tatarkiewicz                     |
| Teatr Reduta                                             | 1924         |                                            |
| Teatr Nowy w Poznaniu                                    | 1925         | Gustaw Buszyński                           |
| Teatr Nowy w Poznaniu                                    | 1983         | Janusz Nyczak                              |
| Teatr Reduta w Wilnie                                    | 1925         | Mieczysław Limanowski, Zygmunt Chmielewski |
| Teatr Ateneum w Warszawie                                | 1931         | Stanisława Perzanowska                     |
| Teatr Letni w Warszawie                                  | 1935         | Zbigniew Ziembiński                        |
| Polski Teatr Dramatyczny we Lwowie                       | 1941         | Aleksander Bardini                         |
| Teatr Dramatyczny Armii Polskiej na Wschodzie            | 1943         | Wacław Radulski                            |
| Teatr Powszechny w Krakowie                              | 1944         | Roman Zawistowski                          |
| Teatr Comoedia (Miejskie Teatry Dramatyczne) w Warszawie | 1946         | Jan Bielicz                                |
| Teatr Śląski im. Stanisława Wyspiańskiego w Katowicach   | 1946         | Aleksander Bardini                         |
| Teatr Śląski im. Stanisława Wyspiańskiego w Katowicach   | 1953         | Roman Zawistowski                          |
| Teatr Śląski im. Stanisława Wyspiańskiego w Katowicach   | 1985         | Ewa Kutryś                                 |
| Teatr Śląski im. Stanisława Wyspiańskiego w Katowicach   | 2013         | Roman Michalski                            |
| Wojewódzki Teatr Objazdowy (Ełk)                         | 1946         | Jan Bielicz                                |
| Teatr im. Juliusza Słowackiego w Krakowie                | 1947         |                                            |
| Teatr im. Juliusza Słowackiego w Krakowie                | 1966         | Bronisław Dąbrowski                        |
| Teatr Polski w Poznaniu                                  | 1947         | Tadeusz Chmielewski                        |
| Teatr (obecnie im. Juliusza Osterwy) w Lublinie          | 1947         | Gustawa Błońska                            |
| Teatr (obecnie im. Juliusza Osterwy) w Lublinie          | 1975         | Józef Słotwiński                           |
| Teatr (obecnie im. Juliusza Osterwy) w Lublinie          | 1997         | Bogdan Baer                                |
| Teatr Dolnośląski we Wrocławiu                           | 1947         | Marian Godlewski                           |
| Teatr im. Stefana Żeromskiego w Kielcach                 | 1948         | Hugon Moryciński                           |
| Teatry Miejskie w Częstochowie                           | 1948         | Bolesław Orliński                          |
| Teatr Ziemi Pomorskiej w Toruniu                         | 1948         | Wilam Horzyca                              |
| Teatr Polski Bielsko-Cieszyn                             | 1948         | Stanisław Dębicz                           |
| Teatr Polski Bielsko-Cieszyn                             | 1959         | Andrzej Uramowicz                          |
| Teatr Nowy w Warszawie                                   | 1948         | Stanisława Perzanowska                     |
| Teatr im. Stefana Jaracza w Łodzi                        | 1950         | Leon Łuszczewski                           |
| Teatr Dolnośląski w Jeleniej Górze                       | 1952         | Henryk Lotar                               |
| Teatr Dolnośląski w Jeleniej Górze                       | 1972         | Tadeusz Żuchniewski                        |
| Teatr im. Aleksandra Węgierski w Białymstoku             | 1954         | Eugeniusz Poreda                           |
| Stary Teatr im. Heleny Modrzejewskiej                    | 1957         | Roman Zawistowski                          |
| Stary Teatr im. Heleny Modrzejewskiej                    | 1973         | Jerzy Kreczmar                             |
| Teatr Ziemi Opolskiej                                    | 1959         | Romana Bohdanowicz                         |
| Teatr Syrena w Warszawie                                 | 1961         | Józef Słotwiński                           |
| Teatr im. Wilama Horzycy w Toruniu                       | 1965         | Tadeusz Kozłowski                          |
| Teatr Powszechny w Łodzi                                 | 1965         | Roman Sykała                               |
| Teatr Klasyczny w Warszawie                              | 1970         | Roman Zawistowski                          |
| Teatr Wybrzeże w Gdańsku                                 | 1971         | Jerzy Kreczmar                             |
| Teatr Polski w Bielsku-Białej                            | 1974         | Jacek Gruca                                |
| Teatr Polski w Szczecinie                                | 1985         | Ewa Kołogórska                             |
| Teatr Rozmaitości w Warszawie                            | 1987         | Ignacy Gogolewski                          |
| Teatr Polski im. A. Szyfmana w Warszawie                 | 2024         | Krystyna Janda                             |

## Spektakle radiowe
- Dom otwarty (1951, reż. Zbigniew Kopalko)
- Dom otwarty (2009, reż. Jan Warenycia)

## Spektakle telewizyjne
- Dom otwarty (1963, reż. Jerzy Dobrowolski)[8]
- Dom otwarty (1977, reż. Józef Słotwiński)[9]
- Dom otwarty (1994, reż. Michał Kwieciński)[10]